# Bruce Allen (Physiker)

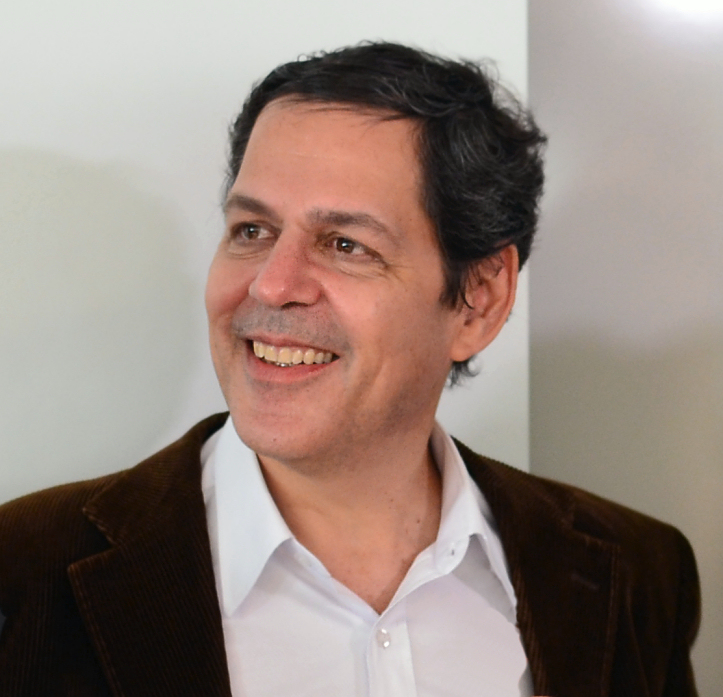
Bruce Allen, 2017

Bruce Allen (* 11. Mai 1959 in den USA) ist ein US-amerikanischer theoretischer Physiker.

## Leben und Werk
Bruce Allen studierte Physik am Massachusetts Institute of Technology (MIT) und erhielt 1984 den Ph.D. an der University of Cambridge bei Stephen Hawking. Von 1987 bis 1989 war er, in die USA zurückgekehrt, Research Assistant Professor an der Tufts University. Anschließend lehrte und forschte er zur Physik an der University of Wisconsin–Milwaukee, zuletzt als Professor of Physics. 2008 kam er nach Deutschland als Direktor und wissenschaftliches Mitglied am Max-Planck-Institut für Gravitationsphysik (Albert-Einstein-Institut) und Professor der Physik an der Leibniz Universität Hannover. Am Albert-Einstein-Institut leitet er als Direktor den Bereich Beobachtungsbasierte Relativität und Kosmologie. Die Rufzusage an die Max-Planck-Gesellschaft erfolgte bereits im Jahr 2006.
Er leitet das Projekt Einstein@Home für verteiltes Rechnen zur Auswertung der Daten des Laser Interferometer Gravitational Wave Observatory und vom Detektor GEO600.
Allens Spezialgebiet ist die Physik des frühen Universums. Eine seiner Arbeiten war der Vergleich der Beobachtungen der Mikrowellen-Hintergrundstrahlung mit den Vorhersagen der Theorien zu kosmischen Strings und zur Inflation. Er ist Experte in der Anwendung von Supercomputern für Simulationen und zur Auswertung von Gravitationswellen. Allen war wesentlich an der im Februar 2016 bekanntgegebenen Entdeckung der Gravitationswellen in der Ligo-Kollaboration beteiligt. Er entwickelte die dabei verwendeten Analysemethoden der Daten und die eigentliche Auswertung der aus den USA übertragenen Daten.

## Auszeichnungen
- 1982 – Knight Prize der University of Cambridge
- 1990 – Erster Preis der Gravity Research Foundation
- 2001 – Friedrich Wilhelm Bessel-Forschungspreis der Alexander von Humboldt-Stiftung
- 2016 – Niedersächsischer Staatspreis mit Karsten Danzmann und Alessandra Buonanno für Beiträge zu der Entdeckung der Gravitationswellen.

Allen ist seit 2005 Fellow der American Physical Society.

## Veröffentlichungen (Auswahl)
- H. J. Pletsch, B. Allen: Exploiting Large-Scale Correlations to Detect Continuous Gravitational Waves. In: Phys. Rev. Lett. 103, 2009, S. 181102, doi:10.1103/PhysRevLett.103.181102.
- B. P. Abbott et al.: Einstein@Home search for periodic gravitational waves in early S5 LIGO data. In: Phys. Rev. D. 80, 2009, S. 042003, doi:10.1103/PhysRevD.80.042003.